# La esquina es mi corazón
La esquina es mi corazón: crónica urbana es el primer libro del escritor chileno Pedro Lemebel, publicado originalmente en 1995 en la colección «Serie Narrativa» de la Editorial Cuarto Propio en Santiago de Chile. Se trata de una recopilación de 19 crónicas, en su mayoría publicadas entre 1991 y 1993 en la revista Página Abierta, y otras para Punto final y La Nación. Todas estas crónicas están relacionadas con la marginalidad y la desigualdad en Chile, desde el punto de vista de los pobres y los homosexuales. Las crónicas están ambientadas en su mayoría en Santiago y Valparaíso luego del retorno a la democracia, con un importante aliciente autobiográfico.
Una segunda edición del libro apareció en 1997, y en 2001 fue reeditado por la colección «Biblioteca Breve» de Seix Barral, perteneciente al Grupo Planeta. Esta reedición cambia la portada original por otra fotografía de Lemebel de 1988, y además incluye un prólogo del escritor mexicano Carlos Monsiváis.

## Contenido
| «Errar es un sumergimiento en los olores y los sabores, en las sensaciones de la ciudad. El cuerpo que yerra 'conoce' en/con su desplazamiento». —Néstor Perlongher. Epígrafe del libro. |

La edición de 2001 de Seix Barral inicia con un prólogo del mexicano Carlos Monsiváis titulado «Pedro Lemebel: el amargo, relamido y brillante frenesí», en que se refiere a la estética literaria de Lemebel y su parentesco con otros autores. A este prólogo le siguen las siguientes diecinueve crónicas.
| Título                                                               | Argumento |
| -------------------------------------------------------------------- | --- |
| «Anacondas en el parque»                                             | Sobre las noches en el Parque Forestal, donde se reúnen gais entre las sombras, arriesgando la persecución policial. |
| «La esquina es mi corazón (o los New Kids del bloque)»               | Sobre la marginalidad, delincuencia y pobreza en los bloques habitacionales de las poblaciones humildes. |
| «La Babilonia de Horcón»                                             | Sobre la Babilonia, una festiva, problemática y perseverante nudista de Horcón. |
| «Babas de caracol en terciopelo negro»                               | Sobre el cine Nagasaki de la Plaza de Armas de Santiago, lugar de encuentro de gais anónimos que tienen relaciones durante las películas de Bruce Lee.                                                                                    |
| «'Cómo no te voy a querer' (o la micropolítica de las barras)»       | Sobre el vandalismo adolescente y pasional de las barras bravas y sus gais infiltrados. |
| «Escualos en la bruma»                                               | Sobre los Baños Placer, baños turcos de los años setenta que aún se conservan en un antiguo barrio santiaguino, para su uso exclusivo de hombres, algunos de los cuales van allí en busca de relaciones furtivas.                         |
| «Encajes de acero para una almohada penitencial»                     | Sobre las violaciones entre presidiarios. |
| «Lagartos en el cuartel (yo no era así, fue en el Servicio Militar)» | Sobre el violento y humillante paso de los jóvenes por el servicio militar, y la presencia gay en medio de toda esa virilidad forzada. |
| «Barbarella Clip (esa orgía congelada de la modernidad)»             | Sobre la explotación sexual en los medios de comunicación actuales, y su exposición a las clases más bajas. |
| «Chile mar y cueca (o 'arréglate Juana Rosa')»                       | Sobre las Fiestas Patrias en Chile, desde el punto de vista de los menos pudientes y la comunidad gay marginada. |
| «Tarántulas en el pelo»                                              | Sobre las mujeres que frecuentan peluquerías baratas esperando embellecerse de acuerdo con cánones extranjeros, mientras se confidencian con sus peluqueros gais.                                                                         |
| «Censo y conquista (¿y esa peluca rosada bajo la cama?)»             | Sobre la hipocresía de los censos en la actualidad, donde los pobres ocultan información moralmente mal vista por el censor, del mismo modo a como lo hacían los indígenas precolombinos censados por los jesuitas en plena colonización. |
| «La música y las luces nunca se apagaron»                            | Sobre el fatídico incendio de la discoteca gay Divine de Valparaíso, posiblemente ocasionado por homofóbicos, el 4 de septiembre de 1993.                                                                                                 |
| «'Noches de raso blanco' (a ese chico tan duro)»                     | Sobre el consumo de cocaína en Chile y sus funestas consecuencias. |
| «El resplandor emplumado del circo travesti»                         | Sobre el circo de travestis Timoteo, oriundo de Valparaíso y que luego de un intento infructuoso de probar fama en el suntuoso Teatro Caupolicán de Santiago, regresó a sus celebrados espectáculos de poblaciones.                       |
| «Coleópteros en el parabrisas»                                       | Sobre el riesgo aventurero de viajar en las micros kitsch y destartaladas de Santiago. |
| «Lucero de mimbre en la noche campanal»                              | Sobre la Nochebuena chilena, transfigurada por el neoliberalismo en un evento kitsch celebrado por ricos y pobres, pero del que los homosexuales más pobres han sido marginados.                                                          |
| «Las locas del verano leopardo»                                      | Sobre los últimos días del verano para los gais, especialmente aquellos que aún persiguen un último encuentro sexual en las costas de la Región de Valparaíso.                                                                            |
| «Las amapolas también tiene espinas»                                 | Sobre los arriesgados encuentros sexuales de gais con hombres desconocidos, que pueden devenir en asesinatos, cuya gravedad es mitigada por la prensa amarilla homofóbica. Crónica dedicada a Miguel Ángel.                               |